# Mamma Natale
Mamma Natale (Mrs. Santa Claus) è un film per la televisione del 1996 diretto da Terry Hughes trasmesso in Italia dalla RAI.

## Trama
Narra le vicende della Signora Natale, moglie di Babbo Natale, che a causa di un infortunio di lui, lo dovrà sostituire nel compito di distribuire i regali ai bimbi di tutto il mondo a Natale.